# Campionatul Mondial de Scrimă din 1962
Campionatul Mondial de Scrimă din 1962 s-a desfășurat în perioada 30 septembrie–12 octombrie la Buenos Aires în Argentina.

## Rezultate

### Masculin
| Probă                 | Aur | Argint                                                                                            | Bronz |
| Spadă la individual   | István Kausz (HUN)                                                                                      | Tamás Gabor (HUN)                                                                                 | Yves Dreyfus (FRA) |
| Spadă pe echipe       | Franța Jacques Guittet Claude Bourquard Gérard Lefranc Yves Dreyfus                                     | Suedia Göran Abrahamson Ivar Genesjö Hans Lagerwall Orvar Lindwall John Sandwall                  | Uniunea Sovietică Arnold Cernușevici Valentin Cernikov Bruno Havarov Dimitri Liulin Aleksei Nikanchikov Aleksandr Pavlovski |
| Floretă la individual | Gherman Sveșnikov (URS)                                                                                 | Witold Woyda (POL)                                                                                | Jürgen Brecht (FRG) |
| Floretă pe echipe     | Uniunea Sovietică Mark Midler Iuri Osipov Iuri Sisikin Viktor Jdanovici Gherman Sveșnikov Evgeni Riumin | Polonia Witold Woyda Egon Franke Ryszard Parulski Janusz Rozycki Henryk Nielaba Zbigniew Skrudlik | Ungaria · Jozsef Gyuricza · Jenő Kamuti · Laszlo Kamuti · Kazmer Pacsery · Jozsef Sakovics · Sandor Szabo                   |
| Sabie la individual   | Zoltán Horváth (HUN)                                                                                    | Jerzy Pawłowski (POL)                                                                             | Claude Arabo (FRA) |
| Sabie pe echipe       | Polonia Jerzy Pawłowski Wojciech Zabłocki Emil Ochyra Andrzej Piątkowski Emil Ochyra Egon Franke        | Ungaria Tamás Mendelényi Péter Bakonyi Zoltán Horváth Miklós Meszéna József Gyuricza              | Uniunea Sovietică · Mark Rakita · Iakov Rîlski · Lev Kusnețov · Umiar Mavlihanov · Nugzar Asatiani · Valeri Jitnîi          |

## Clasament pe medalii
| Loc | Țară              | Aur | Argint | Bronz | Total |
| --- | ----------------- | --- | ------ | ----- | ----- |
| 1   | Ungaria           | 3   | 3      | 1     | 7     |
| 2   | Uniunea Sovietică | 2   | 2      | 2     | 6     |
| 3   | Polonia           | 1   | 2      | 1     | 4     |
| 4   | România           | 1   | 0      | 0     | 1     |
| 5   | Franța            | 1   | 0      | 2     | 3     |
| 6   | Suedia            | 0   | 1      | 0     | 1     |
| 7   | RFG               | 0   | 0      | 1     | 1     |
| 7   | Italia            | 0   | 0      | 1     | 1     |